# Херман фон Глайхен
Херман фон Глайхен (на немски: Hermann von Gleichen; Hermann Graf von Gleichen; † между 18 октомври 1288 и 4/24 февруари 1289) е епископ на Камин в Померания (1252 – 1288), електор на Хилдесхайм и Брауншвайг.

## Произход и духовна кариера
Той произлиза от фамилията на графовете на Глайхен от Тюрингия. Син е на граф Ламберт II фон Глайхен-Тона († 1227) и съпругата му София фон Ваймар-Орламюнде († 1244), дъщеря на граф Зигфрид III фон Ваймар-Орламюнде († 1206) и София Датска († 1208), дъщеря на датския крал Валдемар I († 1182). Брат е на граф Хайнрих I († 1257), граф на Глайхенщайн, Алберт († 1238, битка в Байдериц), приор на Св. Николай в Магдебург, Ламберт († 1305), архдякон във Вюрцбург, и на граф Ернст IV фон Глайхен († 1277), на Адела фон Глайхен († 1266), омъжена за граф граф Лудвиг „Стари“ фон Еверщайн († 1284), и на София фон Глайхен († 1267), омъжена за Хайнрих фон Кирхберг?. Фамилията му е роднина с херцозите на Брауншвайг-Люнебург.
Херман фон Глайхен става пропст на манастир Св. Кириакус в Брауншвайг и каноник в Хилдесхайм. През 1251 г. той е избран за епископ на Камин в Померания. Помазан е за епископ през 1254 г. Той помага за заселването на немци в територията си.